# Parachromis motaguensis
Parachromis motaguensis es una especie de peces de la familia Cichlidae en el orden de los Perciformes.

## Morfología
- Los machos pueden llegar alcanzar los 30 cm de longitud total.[1][2]

## Reproducción
Es ovíparo.

## Alimentación
Come peces hueso.

## Hábitat
Vive en zonas de clima tropical entre 25 °C-30 °C de temperatura.

## Distribución geográfica
Se encuentran en Centroamérica: vertiente atlántica de Guatemala y Honduras en la  cuenca del río Motagua, y vertiente pacífico  entre los ríos  Naranjo (Guatemala) y  Choluteca (Honduras).